# 測量士
測量士（そくりょうし）とは、測量を行う職業および専門職。オーストリアおよびドイツ連邦共和国ではVermessungstechnikerと呼ぶ。 
ステータス的には、測量士は技術的な職に従事対応し、フィールドサービスはほとんどをこなし（外業と呼ぶ）、その後の解析計算までは事務所で実行（内業と呼ぶ）。教育訓練を通して独立して働くことも可能。土地計測に関しては特に困難な作業については、 測量技師の支援が不可欠。 
主なタスクは、 
- 現地調査 （位置と高さの測定）
- 地籍調査および関連調査
- 関連するステークを含む技術および建設測量
- 原料鉱床調査 （採石場、鉱山）
- 産業測量（機械工学）
- 環境保護

オフィスおよび社内サービスでは、収集された測定データをコンピューター上で評価し、適切なグラフィックスおよび地図および計画用印刷等の諸技術で対応する。 

## 各国の測量士

### 日本の測量士
日本において測量業者に配置が義務づけられている国家資格（業務独占資格）である。測量法に基づき、国土交通省国土地理院が所管している。測量士は、測量業者の行う測量に関する計画を作製し、または実施する。測量士補は、測量士の作製した計画に従い測量に従事する。
一般に、測量業者の行う基本測量または公共測量に従事する測量技術者は、測量法に定めるところにより登録された測量士又は測量士補でなければならない。また、測量業者はその営業所につき、1人以上の測量士を設置する事が測量法により規定されている（必置資格）。職能団体に日本測量協会がある。
他の資格試験の一部免除や任用資格は以下のとおり。
- 土地家屋調査士試験　：　午前試験免除。測量士補も同様。なお、登録の必要はない。
- 職業訓練指導員 (測量科)　：　科目免除 (測量士補は受験資格が付与されるが科目免除はない)。いずれも、登録している必要はないが、試験合格者でなければならない。
- 予備自衛官補（技能）受験資格：　測量士補も同様。ただし、登録している必要がある。予備自衛官に採用されると陸曹となる。

#### 資格
1. 文部科学大臣の認定した大学、短期大学、又は高等専門学校において、測量に関する科目を修め、当該大学等を卒業し、測量に関し実務経験（大学は1年以上、短大・高等専門学校は3年以上）を有する者。
2. 国土交通大臣の登録を受けた測量に関する専門の養成施設において1年以上測量士補となるのに必要な専門の知識及び技能を修得し、測量に関して2年以上の実務経験を有する者。
3. 測量士補で、国土交通大臣の登録を受けた測量に関する専門の養成施設において、高度の専門の知識及び技能を修得した者。
4. 国土地理院が行う測量士試験に合格した者。

#### 測量士試験
毎年5月中旬頃、北海道、宮城県、秋田県、東京都、新潟県、富山県、愛知県、大阪府、島根県、広島県、香川県、福岡県、鹿児島県、沖縄県で行われる。 受験料は4,250円。

#### 試験科目
午前試験
択一式試験（700点満点、1問25点の28問）。10時から12時半までの2時間半。
1. 測量関連法規・条約
2. 多角測量
3. 汎地球測位システム測量
4. 水準測量
5. 地形測量(平成28年より車載レーザー測量の問題を追加)
6. 写真測量
7. 地図編集
8. 応用測量
9. 地理情報システム

午後試験
記述式試験（700点満点）。13時半から16時までの2時間半。
必須1問、選択2問を解答する。
必須科目
計算と法理論や届出事項、予知、防災などに関するもの。
1. 必須（測量法、水準測量など）

選択科目
計算問題や作図に関するもの。
1. 選択1（基準点測量）
2. 選択2（地形・写真測量)
3. 選択3（地図編集）
4. 選択4（応用測量）

合格基準
午前試験で400点以上（16問以上）かつ、午前と午後で1400点満点中910点以上（65%以上）で合格。
計算機は国土地理院より、貸与されたもののみ使用できる。

#### 合格率
2024年（令和6年）は3,717名が受験し、合格者数は485名、合格率は13.0%であった。
| 試験区分 | 受験者数 | 合格者数 | 合格率 |
| -------- | -------- | -------- | ------ |
| 測量士   | 3,717名  | 485名    | 13.0%  |
| 測量士補 | 13,633名 | 4,276名  | 31.4%  |

### ドイツの測量士

#### トレーニング

地理情報技術における職業の構造

トレーニングは後にBerufsbildungsgesetz（BBiG）と、Geomatikerで地理情報システムについて。 2010年8月1日に、測量と山地測量分野に対する共通のトレーニング規則が施行された。
トレーニングは3年間続き、職業訓練学校とトレーニング会社のデュアルシステムで行われる。主に公務員 （地理情報局）、公認測量 技師 （ÖBVI）および民間エンジニアリング会社で行われる。実地訓練には、科目理論および一般教育科目における職業教育が伴います。特定の学校教育は必須ではないが、少なくとも中等学校の卒業証書がトレーニングセンターから期待される。 

##### コンテンツ
トレーニングフレームワーク計画に従って、ジオマティクスとの共同資格はトレーニングの最初の年に行われる。法的および管理上の規制、地理情報および地理データ管理プロセスの基本（データの記録、処理、評価、視覚化）がここでの焦点である。 2年目には、計測器や地理情報システムの処理や計算や視覚化オプションなどの測量方法論に関する職務固有の知識が伝えられる。3年目はそれぞれの研究分野に焦点を当てられている。 

##### 学問
見習いの3年目には、専門または山の測量の2つの分野のいずれかで、より専門的なトレーニングが行われる。 
調査の分野では、技術調査、不動産台帳、建築規制に焦点が当てられている。山岳測量の分野では、鉱業固有の測量方法、堆積物の記録と描写、および鉱業技術が教えられている。 

##### 本試験
トレーニングの2年目の初めに、筆記中間試験が行われる。トレーニングの最後に、4つの実用的な部分と技術的なディスカッションで構成される最終試験が実施させる。実践的な部分では、受験者は企業契約を実行して文書化するか、ケーススタディとタスクをアドバイスする必要がある。職業訓練校への訪問が成功すると、卒業証書が発行される。これは、セカンダリーI（セカンダリースクール）が存在し、Fachoberschuleに入学するための最終試験条件に合格した場合のみ与えられる。

### オーストリアの測量士

#### トレーニング
ドイツと同様、 職業訓練法 （BAG）に基づくオーストリアの正式名称測量技師はVermessungstechniker/in。選択できる専門分野はなく、関連するトレーニング内容はほとんどドイツと同じであるため、土地調査に重点が置かれている。測量技術の実習生は、3年半のデュアルトレーニングを受け、 最終実習生試験でこれを完了します 。オーストリアでは、この試験により、 ベルフサトゥラ （Berufsreifeprüfung）へのアクセスが可能になり、その結果、単科大学、単科大学および総合大学のより高い資格が得られる。たとえば、地理情報とデータ管理の分野向けのアカデミックトレーニングが提供されている。測量士はコースを通じて、また技術エンジニアの分野での技能試験に合格した後、自営業者になることができる。

## 活動のフィールド
測量士のタスクは、内部および外部である。コンピュータ支援の測定方法は、フィールドサービスに費やす時間をますます削減している。これは、多くの場合、プライベートオフィスのフィールドオフィスでは測量士だけが必要であることを意味し、従業員には自分が担当する調査業務がある。

## 測量業者

### 測量業者登録
測量業を営もうとする者は、個人・法人の別を問わず、測量法の定めるところにより、営業所ごとに1名以上の測量士を置き、国土交通大臣に申請して測量業者としての登録を受けなければならない。登録の有効期間は5年であり、引き続き測量業を営む場合には更新の登録を受けなければならない。日本標準産業分類によれば、土木建築関連のサービス業という分類に測量業があり、「基準点測量、地図を作成するための測量、土木測量、河川測量、境界測量などの専門的なサービスを提供する事業所をいう」となっている。

### 測量業者の業務内容
主に国土地理院が行う基本測量、測量に係る費用の一部または全部を地方公共団体等が負担する公共測量、基本測量及び公共測量以外の測量に分類される。このうち、基本測量及び公共測量以外の測量とは建物に関する測量その他の局地的測量又は小縮尺図の調製その他の高度の制度を必要としない測量で政令で定めるものを除く、と規定されている。基本測量、公共測量、基本測量及び公共測量以外の測量を請け負う営業を測量業と定め、測量業の登録を受けなければならないとされている。 測量方法は下記のように分類される。
1. 三角測量
2. 多角測量
3. 汎地球測位システム測量
4. 水準測量
5. 地形測量
6. 写真測量